# Idilična povest
Idilična povest je žanrski tip slovenske kmečke povesti s poudarjeno idiličnostjo. Vrh je doživela v prvi polovici štiridesetih let 20. stoletja.

## Slovenska idilična povest
Idilična povest kaže sliko vsakdanjika, idealizirano podobo mirnega, harmoničnega, naravnega in enostavnega življenja na vasi. Do druge svetovne vojne je bila idilična povest pri Slovencih redkost. Edini pomembnejši dotedanji predstavnik je bil Janez Jalen, v prozi in kot del večjih celot je idilo mogoče najti tudi pri Josipu Stritarju (Zorin, Gospod Mirodolski). Razcvet je doživela med drugo svetovno vojno, ko so izšle povesti Mlin v grapi, Petrinka in Dom v samoti. Idilična povest ima poudarjeno folklorno motiviko: praznične (žegnanje, vasovanje, nedeljska noša, kulinarične specialitete) in delovne motive (košnja). Funkcija idilične povesti v času druge svetovne vojne je potegniti bralca iz vojnega vsakdana v svet fikcije, kjer se vsi konflikti razrešijo v srečen konec. Idilična povest ima tendenco po zanikanju socialnih nasprotij, družbenih in osebnih konfliktov.

## Avtorji slovenske idilične povesti
- Fran Saleški Finžgar (Triglav, 1896) – idilična povest v verzih
- Jakob Bedenek (Sonce in senca, 1891)
- Josip Stritar (Svetinova Metka, 1868)
- Pavlina Pajk (Planinska idila, 1895)
- Fran Jaklič (Nevesta s Korinja, 1920)
- Anton Koder (Marjetica, 1894)
- Alojzij Merhar (Šotor miru, 1918)
- France Bevk (Kresna noč, 1929)
- Ivan Pregelj (Idila, 1917/18, Na vakance, 1927, Idila v Sopotih, 1933)
- Joža Lovrenčič (Pereči ogenj, 1928)
- Janez Jalen (Ovčar Marko, 1929, Cvetkova Cilka, 1938, Trop brez zvoncev, 1939/40)
- Vladimir Bartol (Med idilo in grozo, 1935-1940)
- Ivan Čampa (Mlin v grapi, 1940)
- Ivan Matičič (Moč zemlje, 1931, Petrinka, 1943, Dom v samoti, 1944)
- Ivan Tavčar (Cvetje v jeseni, 1917)
- Miško Kranjec (Povest o dobrih ljudeh, 1940)
- Stanko Janežič (Mlin ob potoku, 1952)
- Bojan Meserko (Kmečka idila, 1998)
- Ivan Sivec (Božični studenec, 2004)
- Erna Hölzl (Med gozdovi, 2009)

## Idilična povest v drugih književnostih
V tujih književnostih slovenskemu izrazu idilična povest ustreza izraz pastoralni roman. Ta izraz se pojavlja v nemški (Schäferroman), francoski (roman pastoral), španski (novela pastoril), ruski (пасторальный роман) in srbski književnosti (пасторални роман).